# Pra Não Dizer que Não Falei de Rock
Por Aquelas Que Foram Bem Amadas (também conhecido como Pra Não Dizer que Não Falei de Rock)  é o sexto álbum do cantor brasileiro Zé Ramalho, lançado em 1984.
Na capa do álbum, Zé Ramalho aparece sem sua barba característica e nos braços de uma mulher, Marelise, filha de Zé do Caixão (diretor da capa do álbum) e uma jibóia, Rita, que já atuou em filmes como Luz del Fuego
O álbum possui uma série de canções de rock and roll compostas por Zé entre 1974 e 1975.

## Faixas
| N.º | Título                                    | Música                                                  | Duração |  |
| 1.  | "Paisagem da flor desesperada"            | Ismael Semente                                          | 3:13    |  |
| 2.  | "Dança das luzes"                         | Zé Ramalho                                              | 3:00    |  |
| 3.  | "Dogmática"                               | Zé Ramalho                                              | 4:04    |  |
| 4.  | "Mulheres" (com Wanderléa e Zezé Motta)   | Zé Ramalho, Macalé                                      | 3:48    |  |
| 5.  | "Dupla fantasia"                          | Zé Ramalho                                              | 4:27    |  |
| 6.  | "Made in PB"                              | Zé Ramalho                                              | 3:15    |  |
| 7.  | "Frágil"                                  | Zé Ramalho                                              | 3:35    |  |
| 8.  | "O Tolo na Colina (The Fool on the Hill)" | Lennon/McCartney, versão por Zé Ramalho e Erasmo Carlos | 3:16    |  |
| 9.  | "Brejo do Cruz"                           | Zé Ramalho                                              | 2:54    |  |
| 10. | "Jacarepaguá blues"                       | Zé Ramalho                                              | 3:16    |  |